# Jüdischer Nationalfonds

Logo des Jüdischen Nationalfonds (JNF)

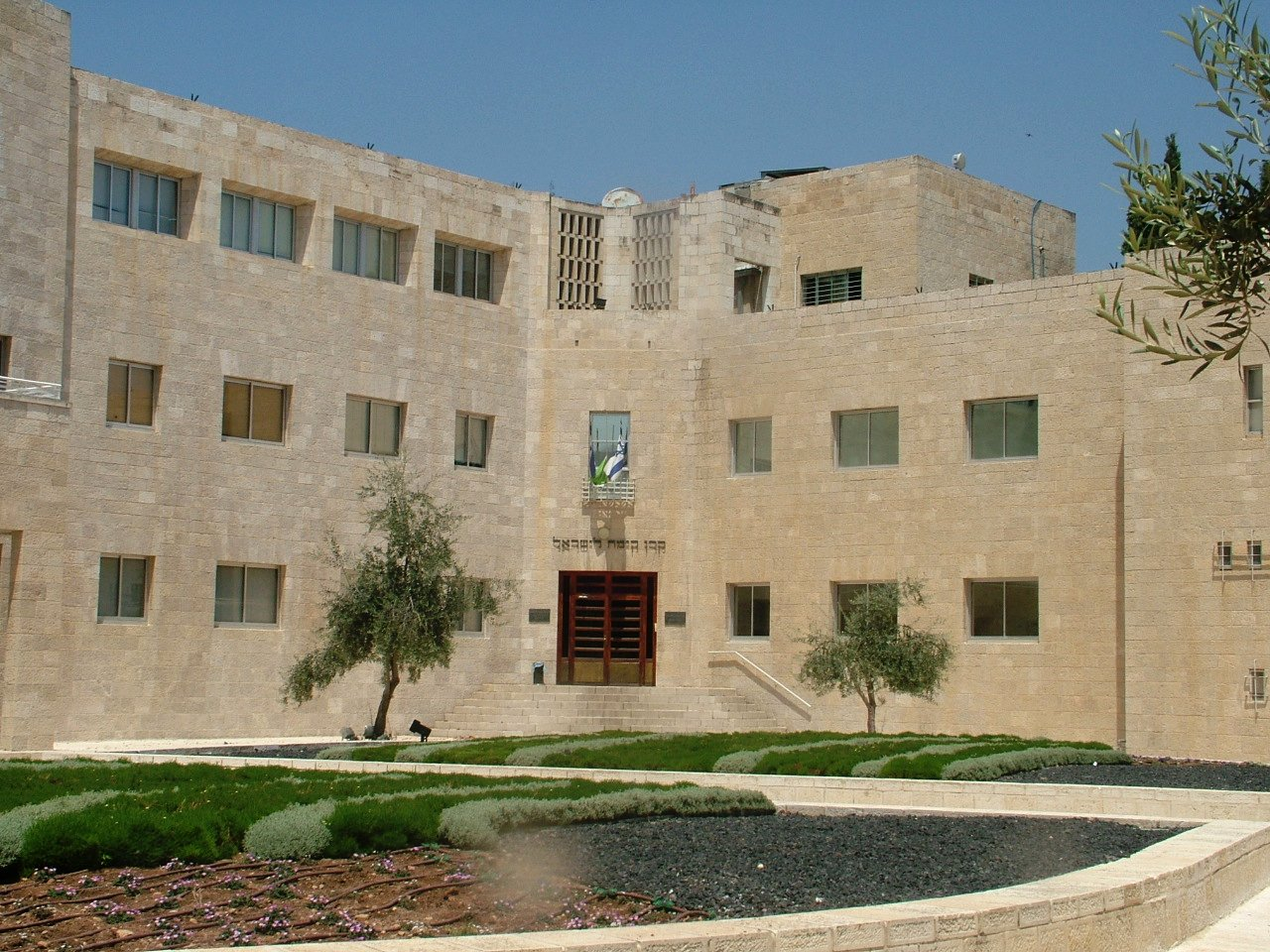
JNF-Hauptquartier in Jerusalem

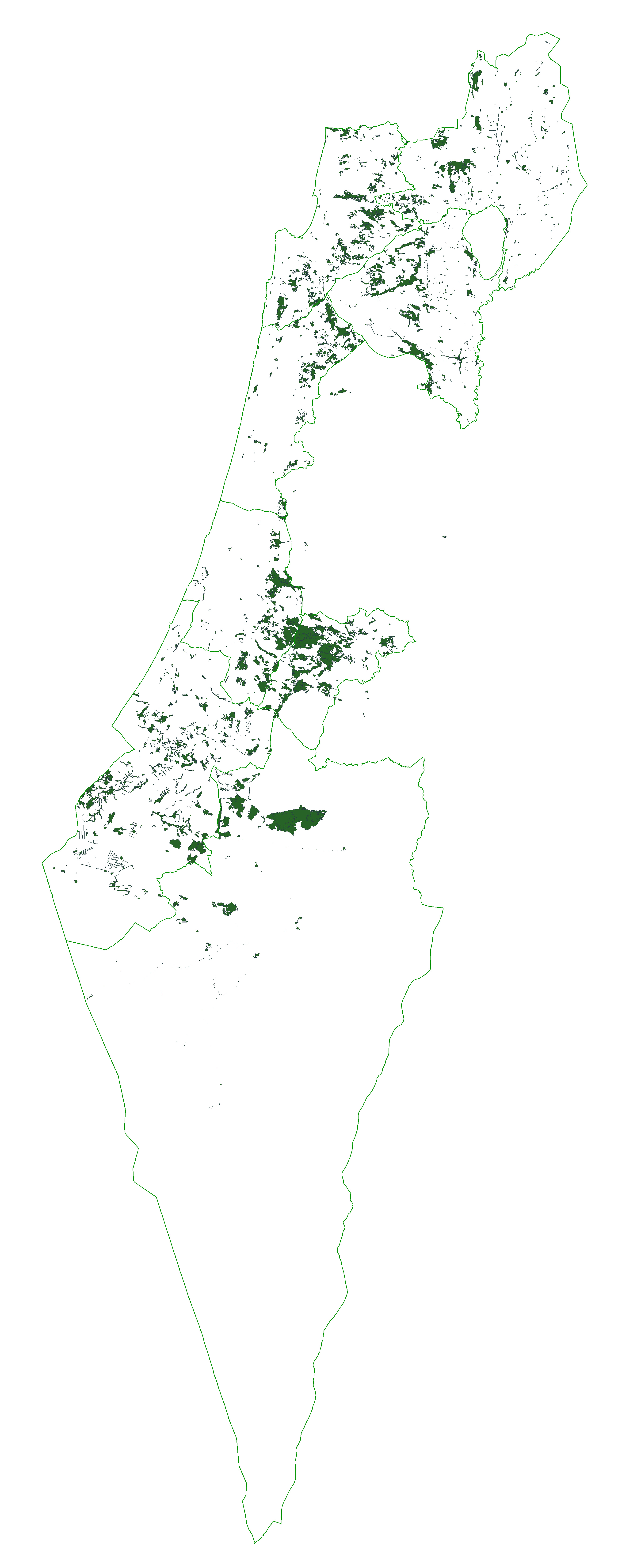
Karte der vom JNF gepflanzten Wälder in Israel

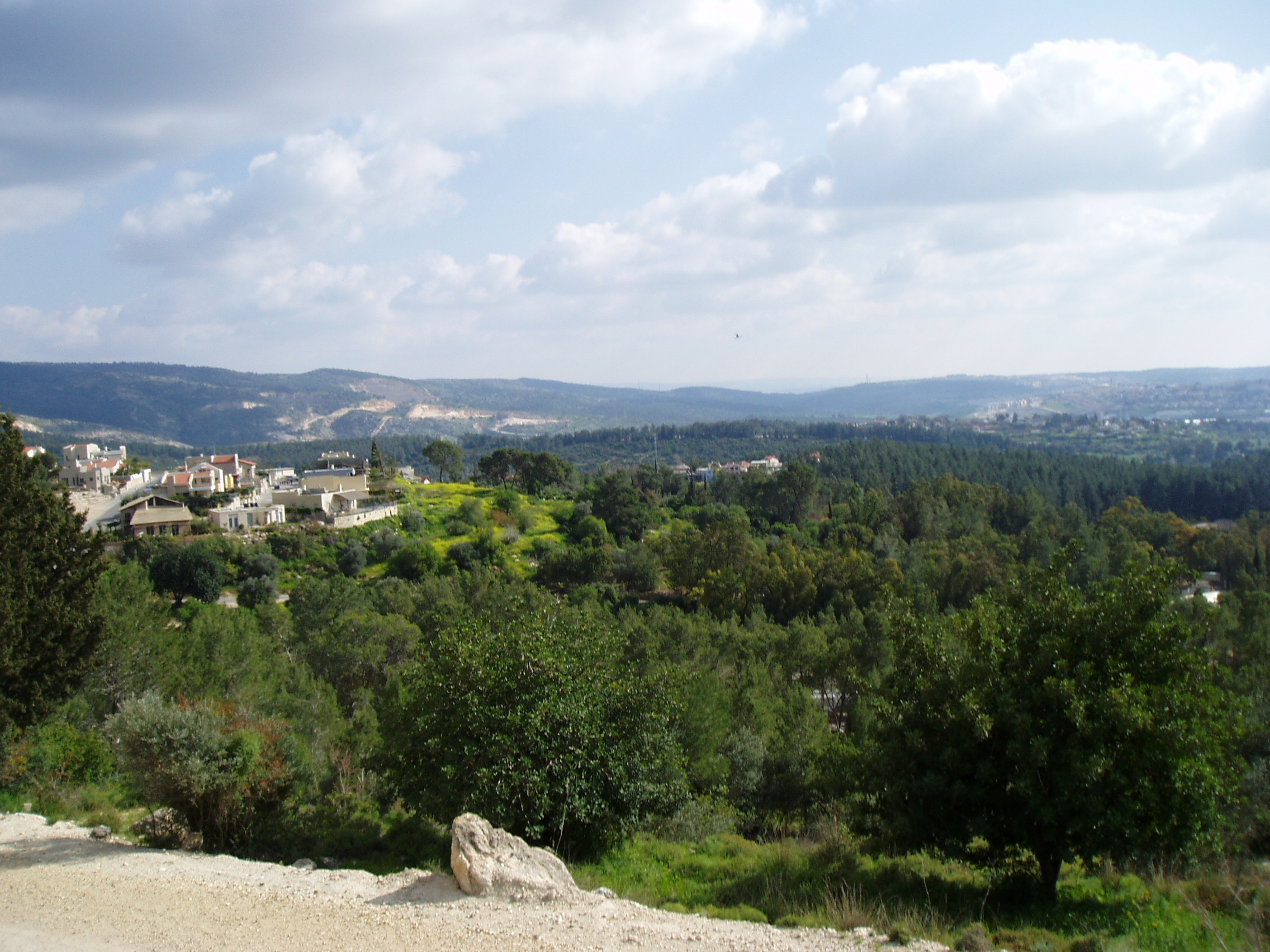
Eschtaol-Wald, gepflanzt vom JNF

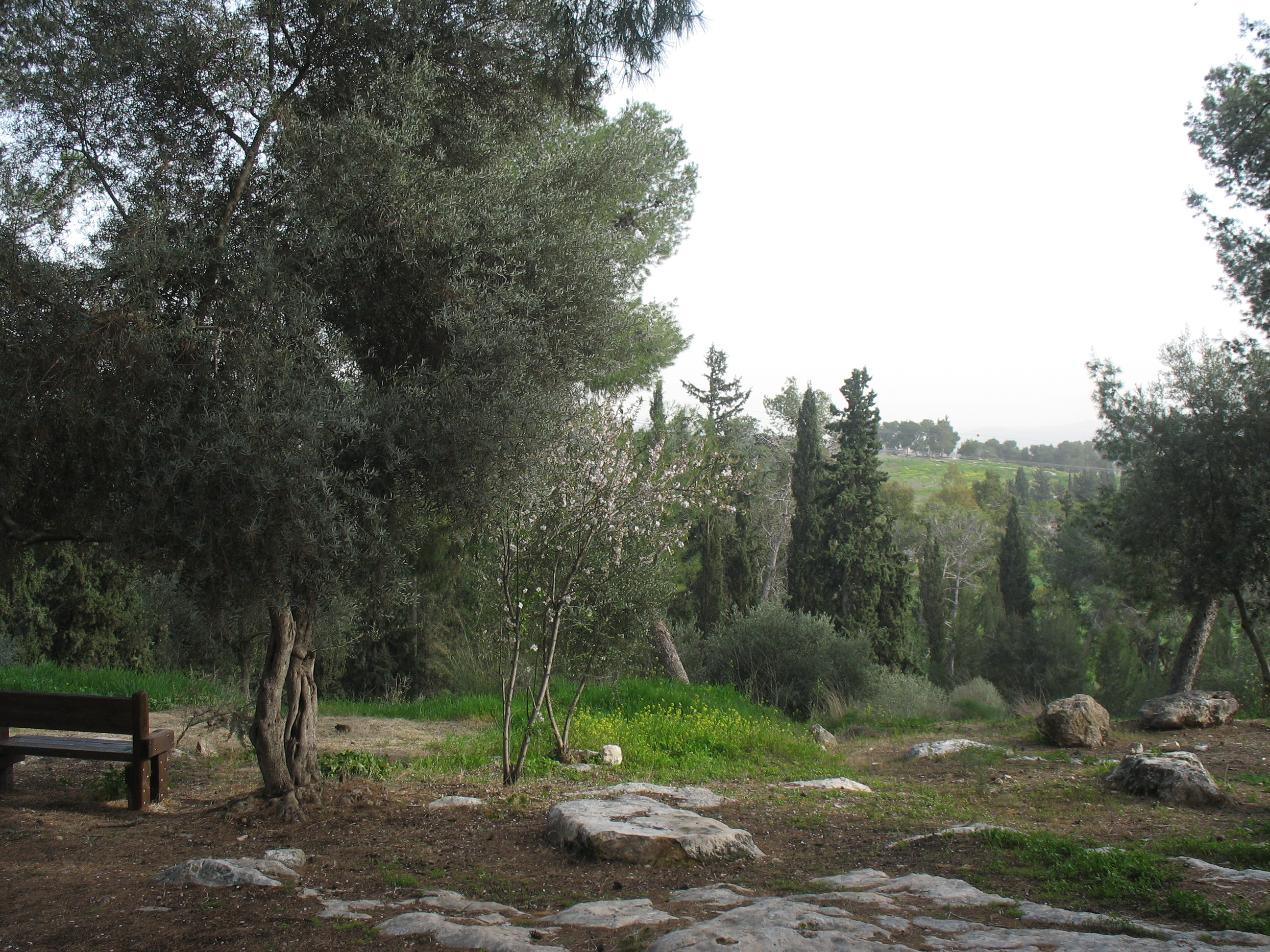
Hulda-Wald

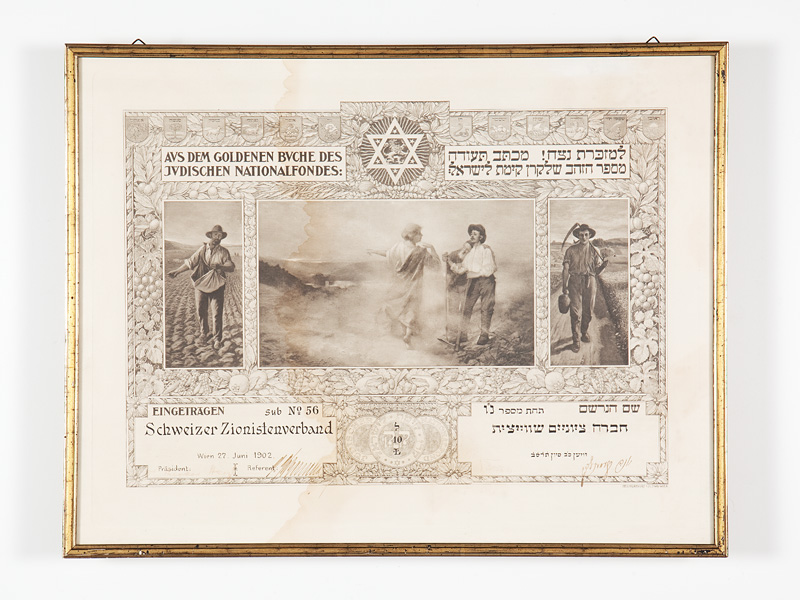
Goldenes Buch signiert von Theodor Herzl und Johann Kremenezky, Sammlung des Jüdischen Museums der Schweiz (Basel)

Der Jüdische Nationalfonds (hebräisch קֶרֶן קַיֶּמֶת לְיִשְׂרָאֵל Qeren Qajjemet lə-Jisraʾel, deutsch ‚Beständiger Fonds für Israel‘; abgekürzt JNF oder KKL) in Jerusalem versteht sich als Teil der zionistischen Bewegung, die jüdischen Menschen das Leben in Israel ermöglichen soll. Er fördert Umweltprojekte in Israel und ist landesweit in der Forstwirtschaft tätig. Der JNF finanziert sich durch private Spenden sowie Nachlässe.

## Geschichte

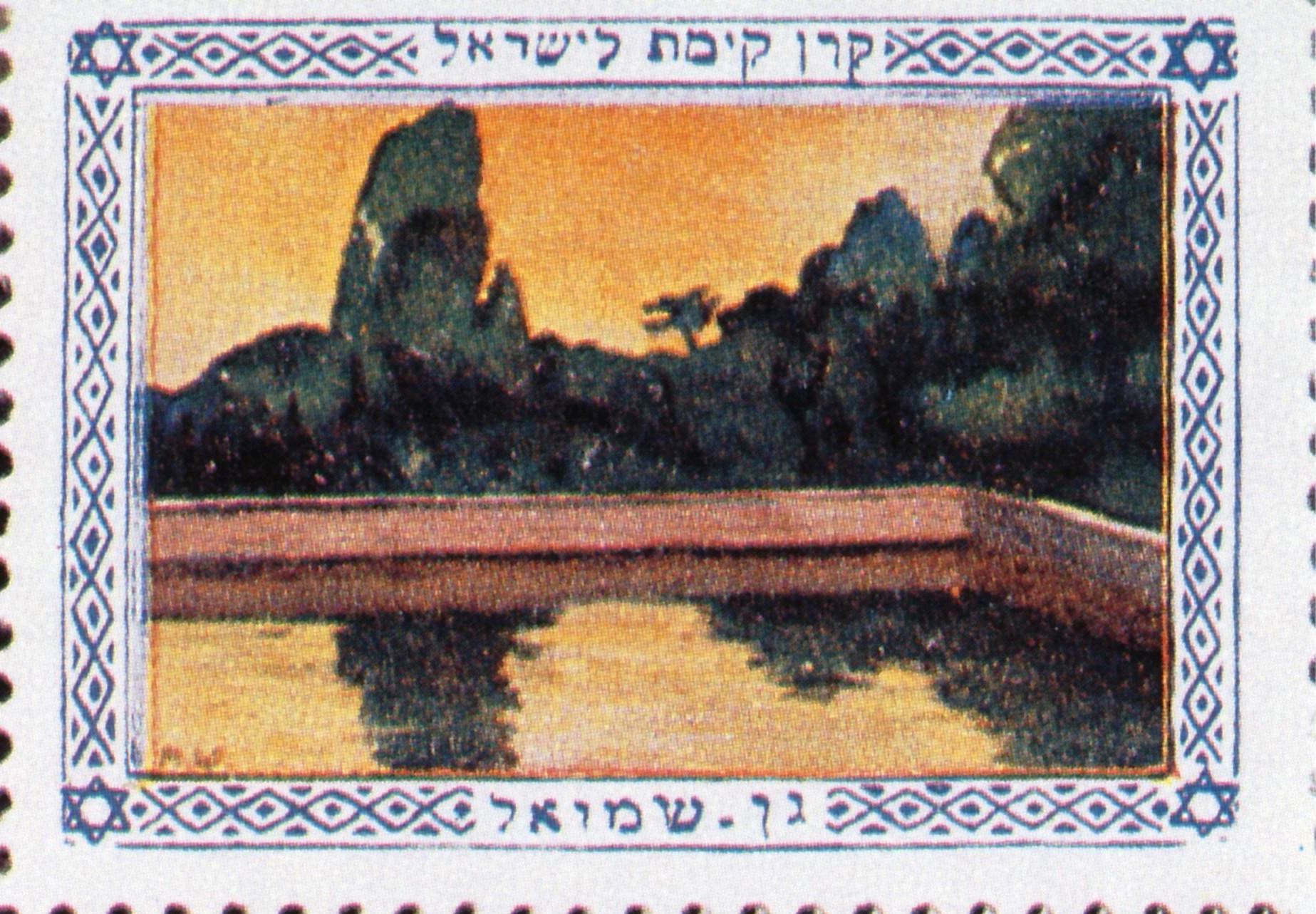
JNF-Briefmarke, ca. 1915

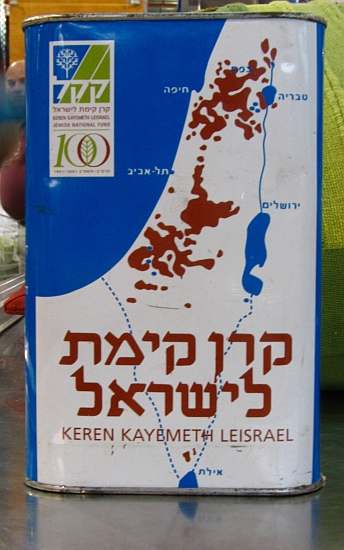
JNF-Sammelbüchse

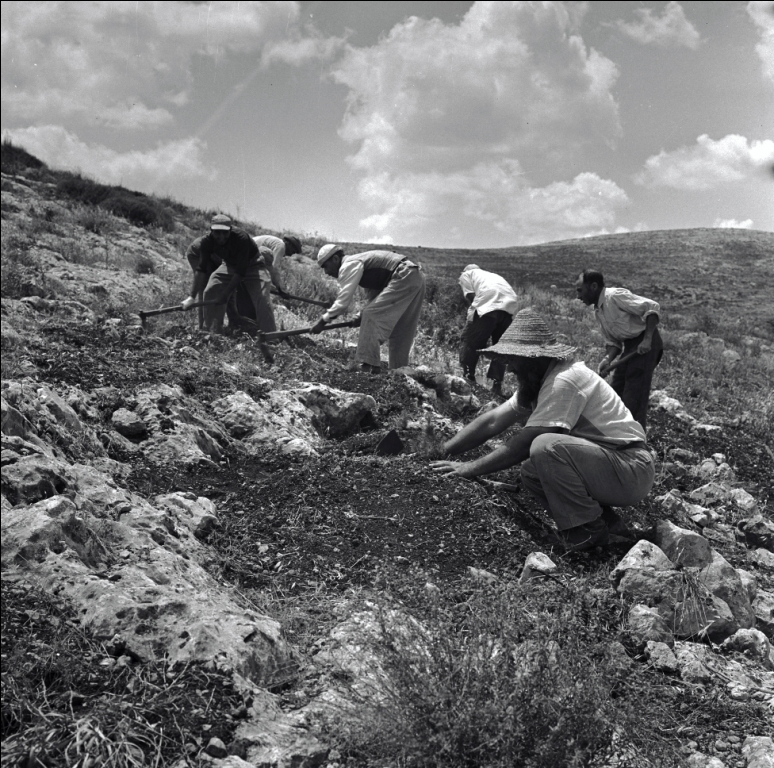
Baumpflanzungen in Gilboa, ca. 1960

Die Gründung eines entsprechenden Vereins forderte Hermann Schapira schon 1884 auf der Kattowitzer Konferenz, doch erst 1897 beschloss der 5. Zionistenkongress in Basel auf Schapiras Antrag die Gründung des Fonds. 1901 wurde auf Initiative Theodor Herzls in Wien das Hauptbureau des Jüdische Nationalfonds eingerichtet, dessen Leitung Johann Kremenezky übernahm. Dadurch konnte der JNF als juristische Person und als Wegbereiter einer jüdischen Heimstatt wirksam werden.
Ziel des JNF war zunächst Grundbesitz im Eretz Israel zu erwerben, seinerzeit Teil des osmanischen Vilâyets Syrien, das der Fonds dann auf Dauer unveräußerlich hält und nur im Wege der Erbpacht an Juden zur Nutzung befristet überlässt, womit biblische Traditionen der Rechte zur Landnutzung wiederbelebt werden sollten. Von 1907 bis 1914 leitete Max Bodenheimer als Direktor den JNF, dessen Hauptbureau in jenen Jahren in Köln seinen Sitz nahm. Nach Vorarbeiten begann der Ankauf von Ländereien in der Levante effektiv 1907 unter Bodenheimers Führung. Die Terraingesellschaft Achusat Bajit plante die Gründung eines neuen Vororts nordöstlich Jaffas. Sie beantragte am 23. Juni 1907 beim Fonds in Köln einen Kredit über 300.000 Franken der Lateinischen Münzunion, um die Mittel an 60 Bauherren weiterzuverleihen, mit Empfehlung Arthur Ruppins, der seit Ende Mai in Jaffa war, gewährte der Fonds das Darlehen.:36 Die Gesellschafter gründeten 1909 Achusat Bajit und im Jahr darauf benannten sie es in Tel Aviv um. 
Während des Ersten Weltkriegs verlegte der JNF sein Hauptbureau in Den Haag, geleitet von Direktor Nehemia de Lieme. Aus den neutralen Niederlanden wechselte der Hauptsitz 1920 nach London, von wo der Nationalfonds seinen Sitz endgültig 1922 nach Jerusalem verlegte, nachdem der Völkerbund Britannien das Mandat über das aus osmanischen Territorien neu gebildete Palästina erteilt hatte.
Eine führende Stellung im JNF nahm Menachem Ussishkin ein. 1922 bis 1945 war Avraham Granott (1890–1962) Direktor der Organisation. Bis Ende 1944 besaß sie einen schmalen aber fast durchgängigen Gebietsstreifen zwischen der Bucht von Haifa und dem Ufer des Jordans östlich von Baisan (Bet Scheʾan) sowie etliche verstreute Besitzungen. In einer zweiten Anstrengung war versucht worden, durchgängig Land von Baisan bis Metulla aufzukaufen. Zusammen mit privaten Planzern und Landkaufgesellschaften ergab sich ein N-förmiges Gebiet. Bis 1948 betrieb der JNF vor allem den Landerwerb für jüdische Siedler im britischen Mandatsgebiet Palästina, gestützt auf finanzielle Hilfe durch Spender in jüdischen Gemeinden weltweit. Das vom JNF erworbene Land wurde sogleich nach dem Kauf von ihm mit einem Wiederverkaufsverbot belegt. Mit dem zionistischen Revisionismus bestand ein gespanntes Verhältnis. Nach dem Mord am Jischuv-Politiker Chaim Arlosoroff 1933 und Zwischenfällen mit Betar, begannen die Revisionisten den JNF zu boykottieren und gründeten einen eigenen Fonds namens Tel Chai.
Seit Gründung des Staates Israel engagiert sich der JNF bei der Kultivierung des Landes, u. a. durch die Anpflanzung von 260 Millionen Bäumen (Stand 2006). Seit einem Abkommen mit der israelischen Regierung von 1961 ist die Organisation für Aufforstung und Forstwirtschaft zuständig. Eines dieser Projekte ist der „Wald der deutschen Länder“ den die Ministerpräsidenten der Bundesländer gemeinsam mit dem JNF 1991 ins Leben riefen. 2016 wuchsen rund 500 000 Bäume, hauptsächlich Akazien, Johannisbrotbäume, Kiefern und Ölbäume nördlich von Beʾer Schevas in der Negev-Wüste. Der Schwerpunkt seiner Aktivitäten liegt seit zehn Jahren in der Bewirtschaftung und Vermehrung der knappen Wasserressourcen des Landes.

## Vereinstätigkeit in Deutschland
Der JNF nahm als eingetragener Verein 1901 seine Tätigkeit in Deutschland auf, musste aber in der NS-Zeit seine Tätigkeit einstellen, als Juden in Deutschland Verfolgung und Mord ausgesetzt waren. Der JNF Deutschland nahm 1953 mit Sitz in Düsseldorf wieder seine Tätigkeit auf. Der Hauptsitz der gemeinnützigen Organisation ist Düsseldorf – weitere Büros befinden sich in Berlin, Frankfurt am Main und München.
Die Aktionen und Projekte des JNF sollen ein Zeichen der Solidarität mit Israel setzen. Rund 16.000 Spender in Deutschland unterstützen den Fonds regelmäßig bei seinen Projekten zur Begrünung Israels. In Veranstaltungen, Vorträgen, Ausstellungen und Pflanzreisen klärt der JNF über die Notwendigkeit der Wiederaufforstung Israels auf. Für besondere Verdienste um Israel wird einmal im Jahr der Goldene Olivenzweig als höchste Auszeichnung verliehen.
Die wichtigsten Projekte sind die Wiederbegrünung der Wüste Negev und der Bau von langfristig lebensnotwendigen Wasserreservoiren. Der Fonds ist mit Deutschland in besonderer Weise über das Projekt „Wald der deutschen Länder“ bei Lehavim verbunden. Durch die vielen Spenden aus Deutschland konnten bereits 420.000 Bäume im „Wald der deutschen Länder“ in Israel gepflanzt werden.
Zudem initiierte der JNF den „Wald der Nationen“, in dem im Namen von Staats- und Regierungschefs symbolisch Bäume als Zeichen der Verbundenheit gepflanzt werden. Im Juni 2013 protestierte der ehemalige Botschafter Südafrikas in Israel, Ismail Coovadia, gegen die Verwendung seines Namens für die Aufforstung des Geländes über dem zerstörten Beduinendorf al-Araqib. Er empfinde die Verwendung seines Namens durch den JNF als Verletzung seiner moralischen Integrität und Würde.

## Kritik
In den letzten Jahren wurde verschiedentlich Kritik am JNF laut, darunter an der Politik des Keren Kajemeth LeIsrael (Finanzfonds für Israel) und der vom JNF betriebenen Geopolitik, in dem Zusammenhang u. a. auch an der Israel Nature and Parks Authority sowie an der Zusammenarbeit mit der rechtsradikalen Siedler-Organisation Elad bei der Vertreibung einer palästinensischen Familie aus Ostjerusalem.

## Umweltschutz und Kooperationen

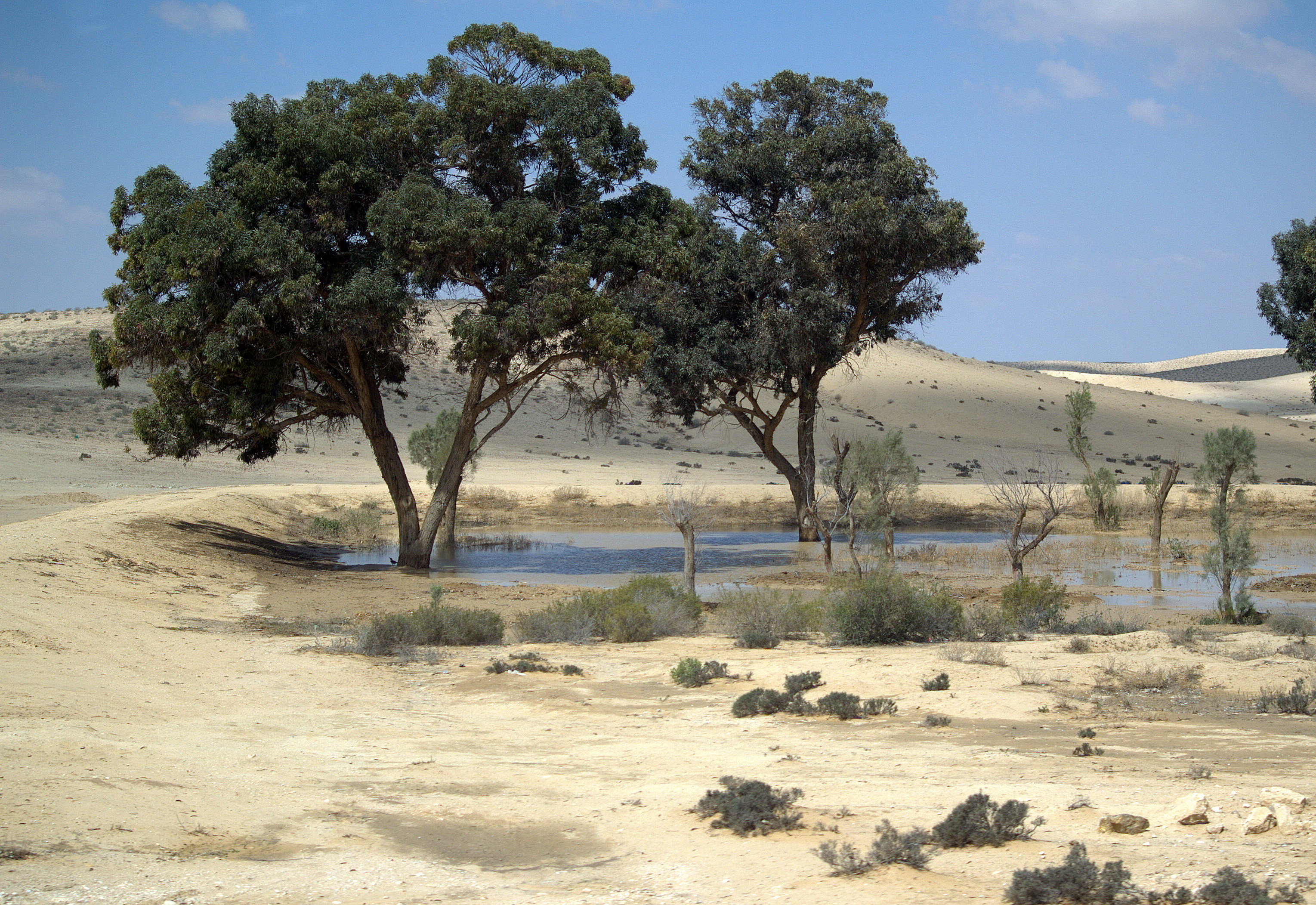
JNF-Bäume in der Wüste Negev. Künstliche Dünen halten das Regenwasser in einem Liman zurück und erschaffen eine Oase

Es gibt eine Reihe von Projekten, bei den der JNF und Beduinen eng zusammenarbeiten. Ziel dieser JNF-Projekte ist es, die Lebensqualität der Beduinenbevölkerung des Negev zu verbessern. So wurden in der Beduinenstadt Rahat ein Wasserreservoir errichtet und der „Gerar River Park“ und die dazugehörige Promenade angelegt.
Um das Bewusstsein für die Umwelt zu verbessern, hat der JNF-KKL die „Clean-up Campaign“ ins Leben gerufen, bei der auf die Problematik der Umweltverschmutzung durch den Menschen hingewiesen wird. Ebenso hat der JNF Pflanzungen angelegt, die dazu dienen, durch Überweidung hervorgerufener Bodenerosion und Verwüstung entgegenzuwirken und die Bodenqualität zu verbessern. Dies kommt auch den Beduinen und ihren Herden zugute.

## Hauptsitze
- Jüdischer Nationalfonds e. V., Kaiserstraße 28, D-40479 Düsseldorf
- Verein Jüdischer Nationalfonds (Schweiz), Keren Kayemeth Leisrael, Postfach, CH-8021 Zürich